# La Madeleine-de-Nonancourt
Madeleine-de-Nonancourt – miejscowość i gmina we Francji, w regionie Normandia, w departamencie Eure.
Według danych na rok 1990 gminę zamieszkiwało 1150 osób, a gęstość zaludnienia wynosiła 51 osób/km² (wśród 1421 gmin Górnej Normandii Madeleine-de-Nonancourt plasuje się na 191 miejscu pod względem liczby ludności, natomiast pod względem powierzchni na miejscu 34).